# Universitat de Kabul
La Universitat de Kabul (paixtu: دکابل پوهنتون) és una universitat pública afganesa situada a la capital, Kabul. És la més antiga de les universitats d'aquest país de l'Àsia. Actualment té al voltant de 22.000 estudiants.

## Nom
Durant la seva història, la Universitat de Kabul va ser anomenada en els dos idiomes principals de l'Afganistan: en paixtu: دکابل پوهنتون, Da Kābul Pohantūn, i en dari: دانشگاه کابل, fins que l'antic ministre de cultura, Karim Khoram, va ordenar suprimir el nom persa per a moltes institucions dependents de l'Estat, entre elles aquesta universitat.

## Història
La Universitat de Kabul va ser fundada l'any 1931, durant el regnat de Mohamed Nadir Shah, i va obrir les portes un any més tard.
El nivell educatiu es va elevar ràpidament gràcies als acords del govern amb la Unió Soviètica, Alemanya, França i Estats Units, arribant a convertir-se en el centre de la intel·lectualitat afganesa i considerant-se una de les millors institucions asiàtiques d'educació superior.
A partir de la dècada de 1960 va augmentar la politització de la universitat a causa, en part, de l'arribada d'acadèmics educats a l'estranger. D'aquesta època sorgiren tant els polítics d'esquerra que encapçalarien la Revolució de Saur com els teòlegs fonamentalistes que van gestar els mujahidins. En un enfrontament entre adeptes als Germans Musulmans (Ikhwanis) i els maoistes (Sholayis), Gulbudin Hekmatiar va assassinar l'estudiant i poeta, Saidal Sojandan.
La Universitat de Kabul va viure la seva època daurada durant la República Democràtica de l'Afganistan, especialment sota el president Mohammad Najibullah. Fins i tot, el 1979, va ser fundat un Departament d'Espanyol amb professors enviats per la República de Cuba, provinents de les universitats de l'Havana i de Camagüey.
Després de l'entrada dels fonamentalistes religiosos a Kabul el 1992, la majoria del personal va abandonar la institució per temor a les persecucions dels mujahidins. La universitat va cessar la seva activitat didàctica durant gran part del període fonamentalista (1992-2001).

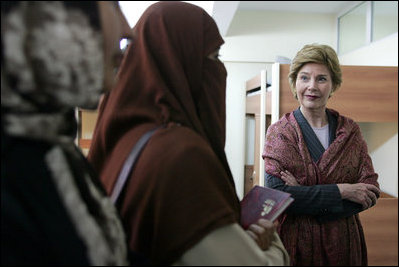
Laura Bush al costat d'estudiants de la universitat el 2005

Quan els talibans i el seu Emirat Islàmic de l'Afganistan va ser enderrocat el 2001, les noves autoritats, amb ajuda de la comunitat internacional, es van centrar en la reconstrucció de les institucions educatives després de la Guerra de l'Afganistan. El gener de 2004, la universitat únicament posseïa 24 ordinadors i un fonendoscopi. Com a part del seu programa de recuperació, la Universitat de Kabul es va associar amb quatre universitats estrangeres, entre elles la Universitat Purdue i la Universitat d'Arizona. El 2007, el govern de l'Iran va donar fons a la facultat d'odontologia de la Universitat de Kabul, així com 25.000 llibres. Com l'anterior biblioteca havia estat destruïda pels mujahidins, l'actual va haver de ser construïda des de zero, convertint-se a la biblioteca millor equipada de l'Afganistan, amb computadores noves, llibres i revistes.

## Estructura
La Universitat de Kabul té deu facultats, de les quals una és al Pakistan:

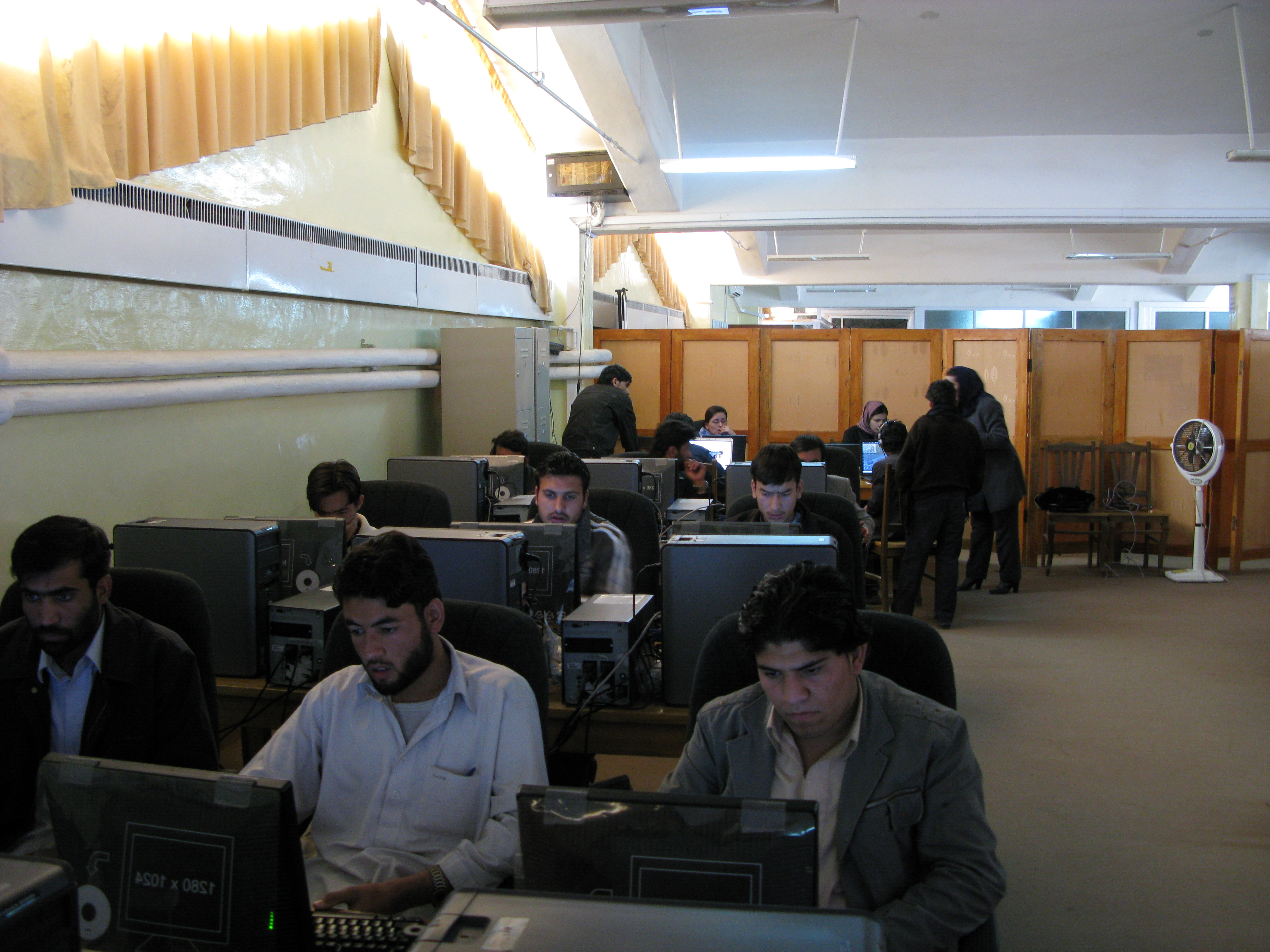
Sala d'ordinadors

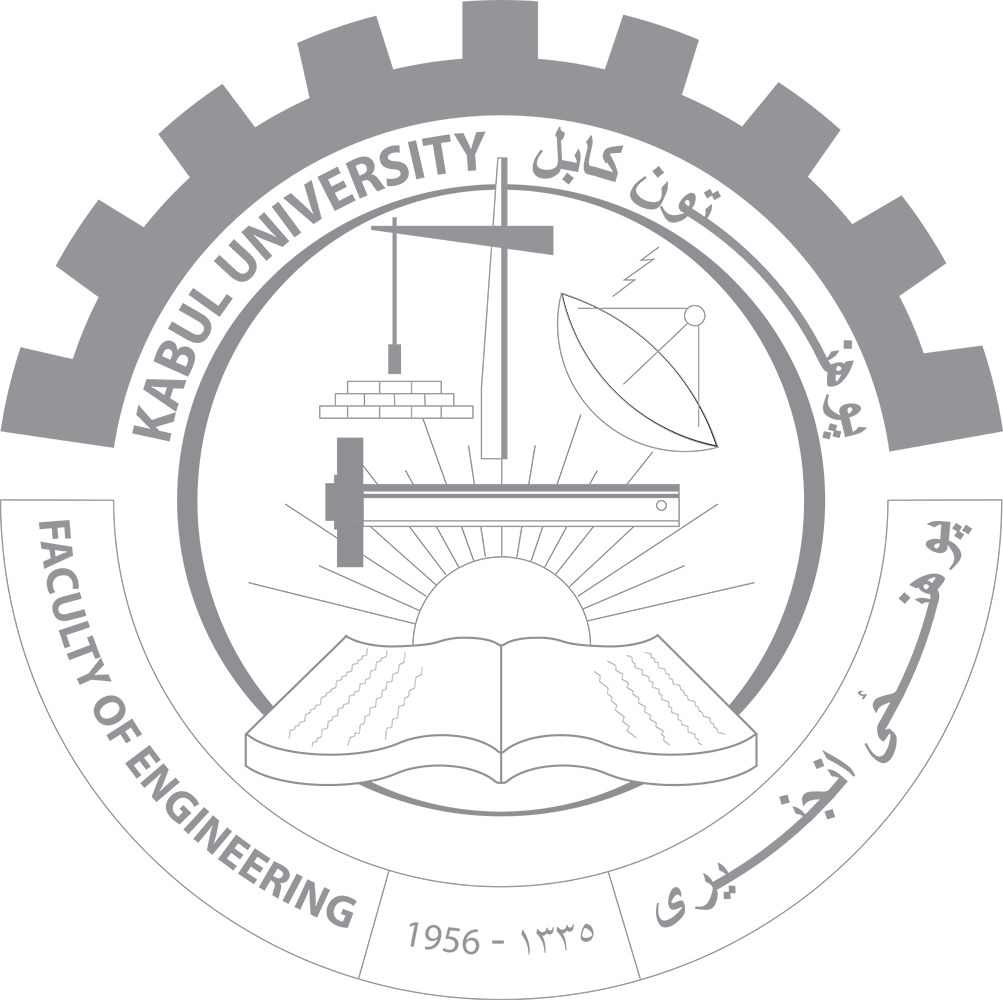

- Facultat de Dret i Ciències Polítiques, de dos departaments: Dret i Administració
- Facultat de Ciències, de quatre departaments: Biologia, Química, Matemàtiques i Física.
- Facultat de Ciències de la Computació.
- Facultat de Ciències Econòmiques, de quatre departaments: Estadística, Finances, Administració de Negocis i Economia Nacional.
- Facultat d'Enginyeria, de quatre departaments: Arquitectura, Enginyeria Civil, Enginyeria Mecànica i Enginyeria Elèctrica.
- Facultat de Farmàcia, de cinc departaments: Farmacognòsia, Farmacologia, Química Farmacèutica, Farmàcia i Bioquímica i Anàlisi d'Aliments.
- Facultat d'Agricultura, de sis departaments: Economia Agrícola, Agronomia, Ciència Animal, Forestal i Recursos Naturals, Horticultura i Sanitat Vegetal.
- Facultat de Ciències Veterinàries, de cinc departaments: Paraclínic, Preclínica, Clínica, Ramaderia i Higiene dels Aliments.
- Facultat de Periodisme, de dos departaments: Ràdio i Televisió i Premsa Escrita.
- Facultat d'Arts Allama Iqbal. Establerta el 2010 al veí Pakistan, l'edifici consta de 28 aules, dues sales de seminari, una biblioteca, dos laboratoris de computació i 20 oficines de la facultat.

## Alumnes notables
- Babrak Karmal, advocat i president de l'Afganistan.
- Mohammad Najibullah, ginecòleg i president de l'Afganistan.
- Abdul·là Abdul·là, oftalmòleg i ministre.
- Burhanuddin Rabbani, teòleg i president de l'Afganistan.